# Diego Zamora
Diego Zamora Roca (Tarija, 12 de septiembre de 1993) es un futbolista boliviano. Juega como guardameta. Actualmente milita en CDT Real Oruro de la Primera División de Bolivia.

## Clubes
| Club              | País    | Año               |
| ----------------- | ------- | ----------------- |
| Bolívar           | Bolivia | 2011 - 2014       |
| Nacional Potosí   | Bolivia | 2014 - 2015       |
| Bolívar           | Bolivia | 2015 - 2016       |
| San José          | Bolivia | 2017              |
| Oriente Petrolero | Bolivia | 2018              |
| Guabirá           | Bolivia | 2019              |
| Always Ready      | Bolivia | 2019              |
| The Strongest     | Bolivia | 2020              |
| Real Tomayapo     | Bolivia | 2021              |
| FC Van            | Armenia | 2023              |
| SUR-CAR           | Bolivia | 2023              |
| Real Santa Cruz   | Bolivia | 2024              |
| CDT Real Oruro    | Bolivia | 2025 - Actualidad |

## Palmarés

### Títulos nacionales
| Título           | Club    | País    | Año             |
| ---------------- | ------- | ------- | --------------- |
| Primera División | Bolívar | Bolivia | Adecuación 2011 |
| Primera División | Bolívar | Bolivia | Clausura 2013   |